# Młyn i krzyż
Młyn i krzyż (ang. The Mill and the Cross) – film historyczny z 2011 roku w reżyserii Lecha Majewskiego, nakręcony w polsko-szwedzkiej koprodukcji. Jest to adaptacja książki Michaela Francisa Gibsona, poświęconej obrazowi Droga krzyżowa pędzla Pietera Bruegla (starszego). Tematem filmu, podobnie jak książki, jest wnikliwa analiza znaczenia obrazu, zapośredniczona w formie fabularyzowanej przez rozmawiające ze sobą postacie Bruegla (Rutger Hauer) i jego mecenasa Nicolaesa Jonghelincka (Michael York).
Młyn i krzyż został doceniony przez krytyków, zdobywając szereg nagród, między innymi cztery Polskie Nagrody Filmowe (za scenografię, kostiumy, zdjęcia i muzykę) oraz cztery statuetki na Festiwalu Polskich Filmów Fabularnych (Nagrodę Specjalną Jury oraz nagrody za scenografię, kostiumy i zdjęcia). Cieszył się też powodzeniem w zagranicznym obiegu festiwalowym. Często interpretowano film Majewskiego jako przypowieść o samym procesie twórczym, snując podobieństwa między reżyserem a filmową postacią Bruegla.

## Fabuła
Akcja filmu rozgrywa się umownego jednego dnia w 1564, gdy Pieter Bruegel (starszy) przedstawia swojemu przyjacielowi i mecenasowi, Nicolaesowi Jonghelinckowi, założenia swojego obrazu Droga krzyżowa. Ich wzajemną konwersację na temat obrazu przeplatają ożywione fragmenty dzieła. Kontekstem dla Drogi krzyżowej jest okupacja Niderlandów przez katolicką hagsburską Hiszpanię; w scenach pasyjnych przedstawionych na obrazie starożytnych Rzymian zastępują właśnie Hiszpanie.
Holenderski mężczyzna i jego żona wyruszają na targ z cielakiem. Hiszpańscy żołnierze chwytają mężczyznę, biczują go i przywiązują do koła wozu. Następnie wznoszą go w niebo na pniu drzewa, które wcześniej ścinali w lesie. Jego żona zanosi się płaczem, podczas gdy padlinożerne ptaki rozrywają jego ciało. Niedaleko stąd chowane jest ciało młodej kobiety. Na szczycie terenu przedstawionego na obrazie znajduje się młyn zbożowy, zamieszkiwany przez sędziwego młynarza i jego żonę. Tymczasem alegoryczna męczeńska śmierć Jezusa Chrystusa i żałoba Marii są pokazane na marginesie obrazu, ku zobojętnieniu Holendrów. W ostatniej scenie filmu obraz Droga krzyżowa pojawia się w pełnym ujęciu, na wystawie w Muzeum Historii Sztuki w Wiedniu.

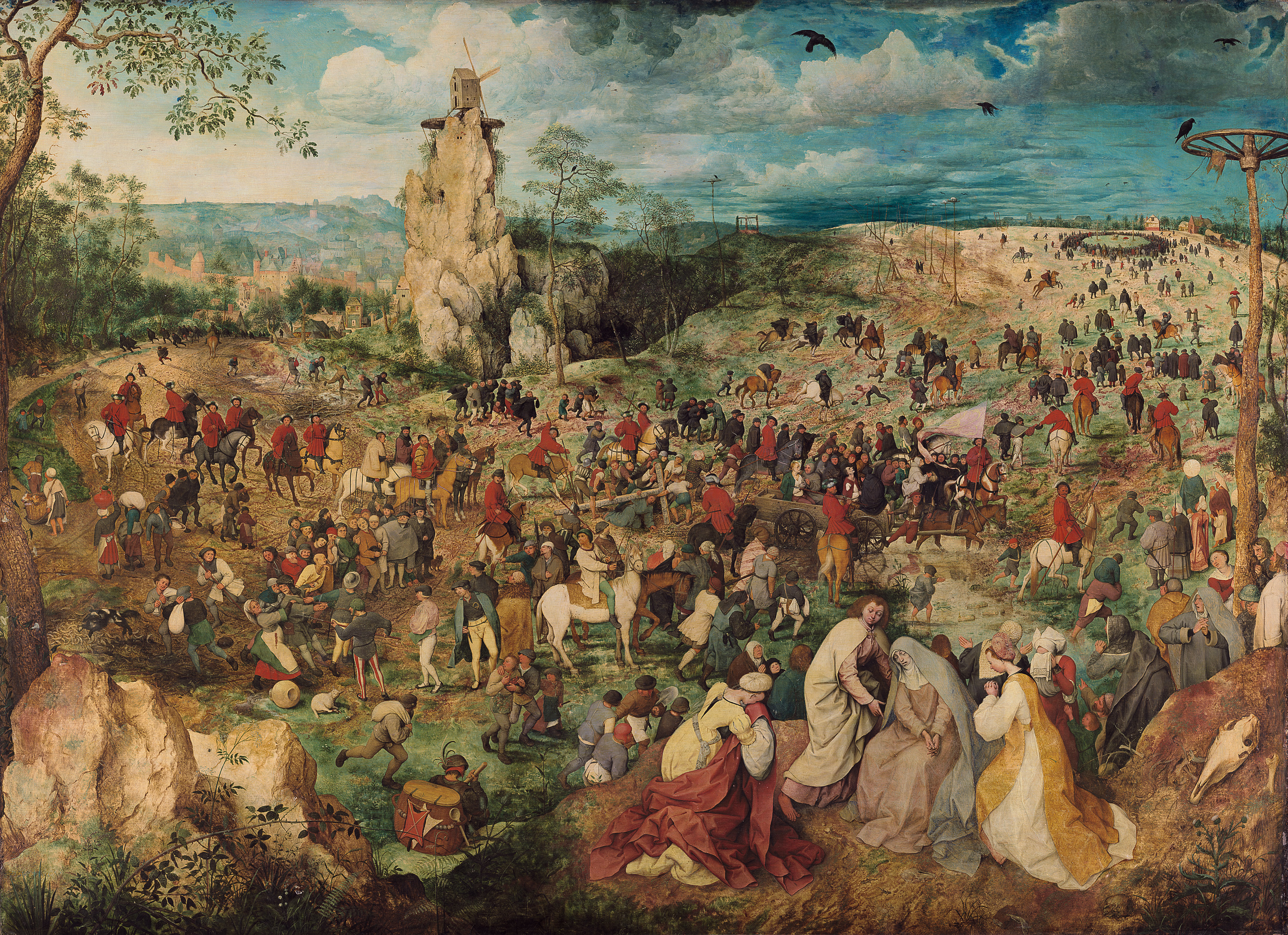
Droga krzyżowa (De Kruisdraging) Pietera Bruegla (starszego)

## Obsada
Źródło: Filmpolski.pl
- Rutger Hauer jako Peter Bruegel
- Michael York jako Nicolaes Jonghelinck
- Charlotte Rampling jako Maria
- Joanna Litwin jako Marijken, żona Bruegla
- Marian Makula jako młynarz

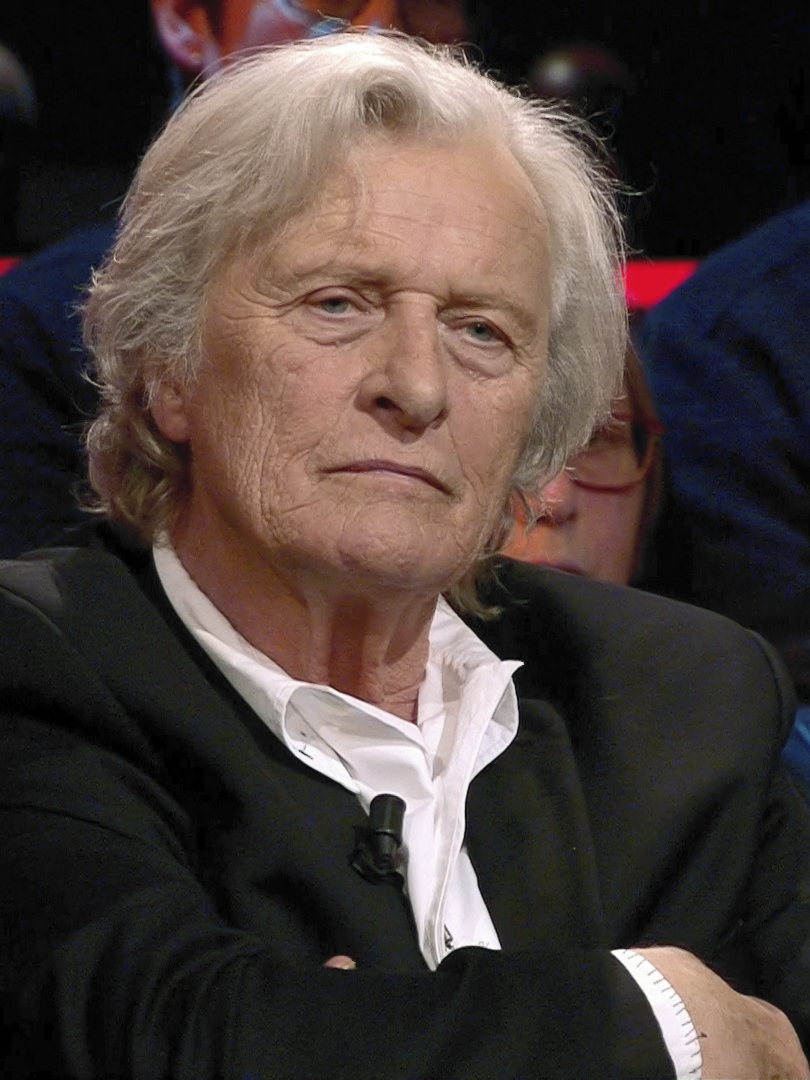
Rutger Hauer
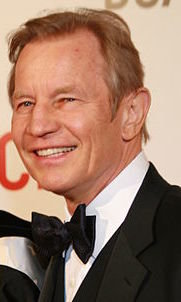
Michael York
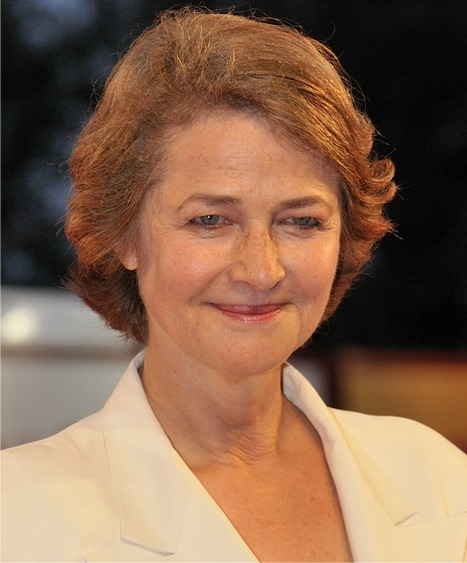
Charlotte Rampling

## Produkcja

### Pomysł

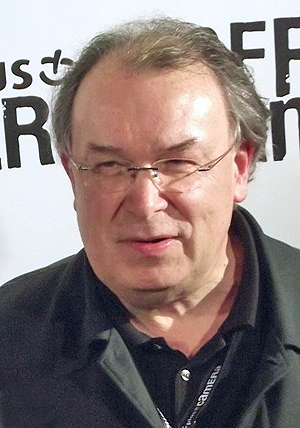
Lech Majewski, reżyser filmu

Michael Gibson, pisarz, krytyk i historyk sztuki zafascynowany filmem Angelus, zaproponował Lechowi Majewskiemu nakręcenie filmu dokumentalnego o Drodze krzyżowej, obrazie Pietera Bruegla znajdującym się w zbiorach Muzeum Historii Sztuki w Wiedniu. Podstawą miał być esej Gibsona, znawcy twórczości Bruegla, na temat obrazu. Esej został wydany w formie książki w 1996, a następnie przełożony na język angielski i opublikowany w 2001 pod tytułem The Mill and the Cross.
Majewski, z wykształcenia malarz, postanowił zmierzyć się z realizacją filmu, nie dokumentalnego jednak, lecz fabularnego. Na użytek prac nad filmem Majewski skontaktował się z Muzeum Historii Sztuki w Wiedniu, które dostarczyło mu cyfrowe zdjęcie Drogi krzyżowej o w pliku o rozmiarze 120 megabajtów. Przesłanie filmu Majewskiego miało być podobne do sztuki Bruegla, który w swych obrazach „apelował o szacunek dla drugiego człowieka i tolerancję wobec odmiennych poglądów”.

### Realizacja
Wszystkie kostiumy do filmu zostały wykonane ręcznie i specjalnie farbowane, dla osiągnięcia barw używanych przez Bruegla. Na ekranie zagrało około 200 polskich statystów, wybranych podczas castingów. W rolę Bruegla wcielił się holenderski aktor Rutger Hauer, znany przede wszystkim z występów w filmach akcji; Hauer równocześnie przygotowywał się do występu w radykalnie innej niż Młyn i krzyż komedii sensacyjnej Włóczęga ze strzelbą (Hobo with a Shotgun, 2011). Hauer chętnie zaakceptował scenariusz Majewskiego i Gibsona, po czym przyleciał do ekipy filmowej z Los Angeles. Również wytypowani przez reżysera Michael York (który przedtem poznał filmy Majewskiego) i Charlotte Rampling pozytywnie przyjęli projekt filmu.
Produkcja filmu trwała trzy lata, z czego dwa lata zajęło komponowanie i montowanie kadrów. Obraz filmowy powstawał poprzez scalanie nagranych fragmentów za pomocą technik komputerowych. Czasem łączono obrazy rzeczywiste z malarskimi. Tak było np. z zachmurzonym niebem w tle, które składa się z obrazów nakręconych w Nowej Zelandii, Polsce i Czechach oraz z fragmentów „wyciętych” z dzieła Bruegla.
Producentką filmu jest Dorota Roszkowska.
Elementy scenografii oraz postacie ludzi nakładano warstwowo, tworząc wielopoziomową mozaikę. Reżyser w rozmowie z Tadeuszem Sobolewskim tak mówił o pracy:
Ujęcia miały po kilkadziesiąt warstw wziętych z różnych rzeczywistości – osobno chmury, osobno światłocienie, osobno postacie, osobno zwierzęta. Wszystko to filmowane osobno i nawarstwiane na siebie. Osobne warstwy powietrza, przestrzeni. Jest tam jedno superujęcie, które ma 147 warstw. Komputery liczyły to przez osiem dni. Były nieustanne korekty, a każda wymagała liczenia od początku.
Realizując film, Majewski skorzystał z zaawansowanych technik cyfrowej obróbki obrazu. Zastosowano technologię CGI, z której korzystali wcześniej twórcy Avatara czy trylogii Władca pierścieni. Jednak Młyn i krzyż został zrealizowany niewielkim kosztem. „Polscy graficy przy budżecie, o którym wstydziłbym się powiedzieć Amerykanom, wykonali niesłychaną pracę” – mówił reżyser podczas śląskiej premiery filmu.
Film nakręcono w plenerach Wyżyny Krakowsko-Częstochowskiej, m.in. w Żarkach i Olsztynie (w tym samym miejscu Wojciech Jerzy Has kręcił w 1964 swój Rękopis znaleziony w Saragossie), a także w Katowicach (Hałda w Kostuchnie, w hali Międzynarodowych Targów Katowickich), Tarnowie, Dębnie, w kopalni soli w Wieliczce oraz w Czechach i Austrii. W niektórych scenach wykorzystano również ujęcia nakręcone w Nowej Zelandii, bo tylko tam Majewski znalazł wzniesienia podobne do tych na obrazie Bruegla. Autentyczne polskie i czeskie plenery imitowały wieś oraz wiatraki (w Wieliczce po długich negocjacjach nakręcono scenę we wnętrzu wiatraka).  

### Film dokumentalny
W 2009 powstał film dokumentalny Dagmary Drzazgi Lech Majewski – świat według Bruegla. Prezentuje on pracę reżysera na planie filmu Młyn i krzyż. Film zdobył w 2010 nagrodę Prix Italia w kategorii dokumentu telewizyjnego.

## Odbiór
Światowa premiera Młyna i krzyża odbyła się w obiegu festiwalowym. Film został pokazany pod koniec stycznia 2011 na Festiwalu Filmowym w Sundance. Następnie był wyświetlany między innymi na Festiwalu Filmowym w Rotterdamie oraz w paryskim Luwrze. Młyn i krzyż trafił do dystrybucji w Polsce 18 marca 2011. Szacunkowe przychody z dystrybucji filmu w kinach wyniosły około 1,1 miliona dolarów; największe przychody przyniosły kina w Stanach Zjednoczonych (ponad 312 tysięcy dolarów), w Polsce (226 tysięcy dolarów) i we Włoszech (206 tysięcy dolarów).

### Odbiór w Stanach Zjednoczonych
W Stanach Zjednoczonych Młyn i krzyż zebrał bardzo pozytywne recenzje. Daniel M. Gold z „The New York Timesa” pisał, że „w tym bujnym i hipnotyzującym spojrzeniu na twórczość malarza i czasy, w których żył [Bruegel], pan Majewski przedstawia obszerną kontemplację samego procesu twórczego”. Roger Ebert wystawił najwyższą, czterogwiazdkową ocenę dziełu Majewskiego, uzasadniając ją następująco: „Film jest niezwykłą mieszanką występów aktorskich [live-action], efektów specjalnych, […] a nawet rzeczywistej kopii samego obrazu”. Michael Atkinson w recenzji dla czasopisma „Cinéaste” stwierdzał, że „Majewski pogłębia relację z Brueglem, zamiast ją spłycać czy upraszczać. Już z tego powodu ten dziwaczny film jest swego rodzaju kamieniem milowym”.
Eric Hynes na łamach magazynu „Time Out” stwierdzał:
Film Majewskiego to olśniewająca klasa mistrzowska w kompozycji wizualnej. Jego wspaniałość najlepiej docenić w pojedynczych obrazach – jeźdźcy wyłaniający się z mlecznej mgły, mieszkańcy miasta podczas tańca na zielonym wzgórzu, para wstająca w porannym cieniu – nawet gdy dzieło ostatecznie łączy się w zaskakująco poruszający finał.
Innego zdania był Neil Young, który na łamach „The Hollywood Reportera” ocenił analizę twórczości Bruegla jako „wątpliwą” („sam malarz zbyt często musi bez ogródek przedstawiać swoją symbolikę”). Young ironizował, że film Majewskiego „ma w sobie zbyt wiele sztampowej europejskości, by odnieść komercyjny sukces. Sprzedaż DVD, najlepiej w pakiecie z książką, która go zainspirowała, może okazać się bardziej lukratywna, szczególnie w sklepach muzealnych”. Recenzentka „Philadelphia Inquirer” Carrie Rickey argumentowała, że „Jako historia sztuki film jest znakomity. Jako film jest dydaktyczny i fotogeniczny – ale nie kinowy”.

### Odbiór w Polsce
Większość recenzentów w polskiej prasie przyjęła film z uznaniem. Zwracali oni uwagę na dopracowaną formę filmu oraz bogactwo szczegółów historycznych. Niektórzy, jak Katarzyna Nowakowska z „Dziennika Gazety Prawnej”, nie ukrywali zachwytu: „Moc emanująca z ekranu jest niewiarygodna. Estetyka renesansowego malarstwa, podrasowana współczesną techniką, działa wprost obezwładniająco – takiego piękna i precyzji nie ogląda się na co dzień”. W opinii Anity Piotrowskiej z „Tygodnika Powszechnego” film poprzez ruch i aktorów „potrafi ożywić obraz, ale mimo wszystko patrzymy nań niczym na płótno”. O związkach reżysera z malarstwem pisał Zbigniew Banaś z miesięcznika „Film”: Majewski „jest artystą malarzem zarówno z wykształcenia, jak i z zamiłowania. […] Reżysera ewidentnie fascynują zarówno pojedyncze postacie i sytuacje przedstawione na płótnie, jak i sam mechanizm powstawania dzieła sztuki. Bohaterami filmu są więc nie tylko flamandzcy chłopi i mieszczanie z obrazu, ale i mistrz Bruegel oraz jego najbliższe otoczenie”.
Skrajnie odmienną opinię zaprezentowała Monika Małkowska z „Rzeczypospolitej”, która nazwała film „ekranową wydmuszką” i „tworem sztukopodobnym”, a reżysera „specem od działań fasadowych”. Małkowska przekonywała, że utwór Majewskiego powiela dziewiętnastowieczną poetykę żywych obrazów, a przesłanie utworu – „każda epoka ma swojego Chrystusa” – zostało przedstawione „topornie i łopatologicznie”. Recenzenci byli jednak zgodni co do tego, że Młyn i krzyż jest „ambitnym przedsięwzięciem”. „Wykorzystując najnowsze technologie, odkrywa wspaniałe możliwości kina” – dodawała Barbara Hollender z „Rzeczypospolitej”. „Będąc dziełem genetycznie brueglowskim, wyrosłym na glebie jego malarskiej wyobraźni i w kształcie przez nią dookreślonym, stanowi jednocześnie kwintesencję kina Lecha Majewskiego” – podsumowuje Magdalena Lebecka z miesięcznika „Kino”.

### Odbiór we francuskojęzycznych mediach
W Szwajcarii pozytywną recenzję filmu napisał Norbert Creutz z „Le Temps”, który był pod wrażeniem wysiłku włożonego przez Majewskiego: „Choć zdarzają się momenty nudy, tajemnica kompozycji, zarówno filmowej, jak i obrazowej, jest urzekająca […] Jak Majewski się do tego zebrał?” Noémie Luciani z „Le Monde” okazywała większy sceptycyzm, porównując wysiłek Majewskiego do postawy „Pierre’a Ménarda, bohatera [opowiadania] Borgesa, który poświęcił swoje życie przepisywaniu Don Kichota Cervantesa słowo po słowie, identycznie”.

### Analizy i interpretacje
Recenzenci poświęcili sporo uwagi porównaniom Majewskiego do ekranowego Bruegla. Odtwarzając obraz, Majewski umieścił w centrum wydarzeń samego malarza. Wedle słów Pawła T. Felisa z „Gazety Wyborczej” ekranowy Bruegel „nie odtwarza rzeczywistości, ale kreuje, staje się trochę demiurgiem, a trochę Panem Bogiem, który może postać, moment utrwalić na zawsze”. Podobnie jak Bruegel na obrazie, Majewski czyni w filmie z męki Chrystusa zdarzenie niemal niezauważone przez współczesnych. „Cierpienie krzyżowanego Chrystusa łączy się tu z cierpieniem chłopaka katowanego przez żołnierzy” – pisała Barbara Hollender. Reżyser mówił o tym w rozmowie z Januszem Wróblewskim następująco: „Mój film kontempluje obraz i filozofię Bruegla. Co mówi Bruegel? Że wielkie historyczne wydarzenia, kiedy się działy, były peryferyjne i przechodziły bez echa. Dopiero później zaczynają promieniować, przenikać powszedniość”.
Jak pisze Anita Piotrowska, „męczeństwo Flamandów pod jarzmem katolików hiszpańskich, choć przypomina Chrystusową Pasję, jest tylko ulotnym epizodem na tle toczącego się wokół festynu codzienności”. Zdaniem recenzentki „Tygodnika Powszechnego” Młyn i krzyż jest nie tylko „krytycznym komentarzem do instrumentalnego traktowania religii”, w malowidło sprzed kilkuset lat Majewski wpisał „dyskurs z pogranicza teologii i filozofii sztuki”. Także zdaniem Banasia Majewski stworzył „ożywiony ekwiwalent obrazu z uniwersalnym, filozoficznym podtekstem”.
Według Nowakowskiej film Majewskiego jest buntem „wobec współczesnej kultury obrazu, która otacza nas tysiącami wizerunków, jednak nie proponuje nam nic poza naskórkowym, powierzchownym i mechanicznym odczytywaniem tych ikonicznych znaków”. Zarówno malowidło, jak i film, są pełne znaków wymagających wysiłku dla odpowiedniego odczytania. Majewski „podobnie jak holenderski malarz nasyca swój obraz rozmaitymi treściami, przerzucając na widza ciężar samodzielnego dochodzenia do sedna i związania całości w spójną narrację” – pisze Nowakowska. Także Piotrowska zwraca uwagę na pogłębianie przez Majewskiego ukrytych w obrazie znaczeń.

## Nagrody
| Rok  | Festiwal/instytucja                                                | Nagroda                                         | Nominowani                          | Wynik     |
| ---- | ------------------------------------------------------------------ | ----------------------------------------------- | ----------------------------------- | --------- |
| 2011 | Festiwal Polskich Filmów Fabularnych                               | Nagroda Specjalna Jury                          | Lech Majewski                       | Wygrana   |
| 2011 | Festiwal Polskich Filmów Fabularnych                               | Nagroda za scenografię                          | Katarzyna Sobańska Marcel Sławiński | Wygrana   |
| 2011 | Festiwal Polskich Filmów Fabularnych                               | Nagroda za dźwięk                               | Lech Majewski Zbigniew Malecki      | Wygrana   |
| 2011 | Festiwal Polskich Filmów Fabularnych                               | Nagroda za kostiumy                             | Dorota Roqueplo                     | Wygrana   |
| 2011 | Tofifest                                                           | Złoty Anioł dla najlepszego filmu polskiego     | Lech Majewski                       | Wygrana   |
| 2011 | Lubuskie Lato Filmowe                                              | Brązowe Grono                                   | Lech Majewski                       | Wygrana   |
| 2011 | Lubuskie Lato Filmowe                                              | Nagroda Zielonogórskiego Klubu Kultury Filmowej | Lech Majewski                       | Wygrana   |
| 2011 | Central and Eastern European Film Festival „CinEast” w Luksemburgu | Grand Prix                                      | Lech Majewski                       | Wygrana   |
| 2011 | Festiwal Filmowy „Popoli e Religioni” w Terni                      | Nagroda Główna                                  | Lech Majewski                       | Wygrana   |
| 2012 | Polska Akademia Filmowa                                            | Orzeł za najlepszą scenografię                  | Katarzyna Sobańska Marcel Sławiński | Wygrana   |
| 2012 | Polska Akademia Filmowa                                            | Orzeł za najlepsze kostiumy                     | Dorota Roqueplo                     | Wygrana   |
| 2012 | Polska Akademia Filmowa                                            | Orzeł za najlepsze zdjęcia                      | Lech Majewski Adam Sikora           | Nominacja |
| 2012 | Polska Akademia Filmowa                                            | Orzeł za najlepszą muzykę                       | Lech Majewski Józef Skrzek          | Nominacja |
| 2012 | Polski Instytut Sztuki Filmowej                                    | Nagroda PISF za promocję za granicą             | Angelus Silesius                    | Wygrana   |
| 2012 | Międzynarodowa Nagroda Muzyki Filmowej                             | Międzynarodowa Nagroda Muzyki Filmowej          | Lech Majewski Józef Skrzek          | Wygrana   |